# Kriegsabgabe
Kriegsabgabe bezeichnet eine Vermögensabgabe, die im Zusammenhang mit einem Krieg erhoben wird.

## Deutschland
Freiherr vom Stein hatte bereits 1808 eine Einkommensteuer als Kriegsabgabe empfohlen und lehnte sich dabei an die englische Income tax aus dem Jahr 1799 an.
Die in Deutschland 1918 erhobene Kriegssteuer wurde in Form einer Vermögenszuwachssteuer erhoben, dies war eine „Steuer auf den Zuwachs, der sich aus der Vergleichung des gesamten beweglichen und unbeweglichem Vermögens unter Abzug der Schulden eines Steuerpflichtigen zu verschiedenen Zeitpunkten“ ergab.
Am 13. Mai 1918 wurde im Hauptausschuss des Reichstags von der Zentrumspartei, der Fortschrittspartei, den Nationalliberalen sowie der SPD ein entsprechender Antrag eingebracht. Die neue Abgabe sollte „den nach Annahme der Steuergesetze noch verbleibenden Fehlbetrag von 1200 Millionen Mark decken“. Am 10. Juni erklärte der Staatssekretär des Reichsschatzamtes, dass „sich der Bundesrat in Anbetracht der Höhe der Kriegsausgaben und der zurzeit nicht abzusehenden Dauer des Krieges dem Wunsche nach einer einmaligen außerordentlichen Besitzabgabe auch der physischen Personen nicht verschließt“. Am 28. Juni wurde schließlich ein Kompromissvorschlag vom Hauptausschuss des Reichstags angenommen.
Die Weimarer Nationalversammlung beschloss Ende 1919 ein Gesetz, wonach „Einzelpersonen […] für das Rechnungsjahr 1919 zugunsten des Reichs eine außerordentliche Kriegsabgabe vom Mehreinkommen zu entrichten“ hatten.
Die Kriegsabgabe unterschied sich in die Kriegssteuer (außerordentliche Steuer zur Bestreitung der Kosten der Kriegsführung) und die Kriegsgewinnsteuer. Der so genannte Kriegsgewinnler ist jener, der während eines Krieges, besonders aus Heereslieferungen, übermäßige Gewinne erzielt.